# Oblast Ternopil
De oblast Ternopil (Oekraïens: Тернопільська область, Ternopil’s’ka oblast’) is een oblast in het westen van Oekraïne. De hoofdstad is Ternopil en de oblast heeft 1.030.562 inwoners (2021).

## Geografie
De rivier de Dnjestr vormt de zuidgrens met de oblasten Ivano-Frankivsk en Tsjernivtsi. De rivier de Zbroetsj vormt de grens met de oblast Chmelnytsky.
De oblast ligt op het Wolynisch-Podolisch Plateau.

## Geschiedenis
Historisch gezien lag de oblast in het uiterste oosten van Galicië, waar de Zbroetsj de grens vormde met Podolië. Een uitzondering was de periode tussen 1809 en 1815, toen het onderdeel was van het Russische Rijk.
Tussen 1918 en 1939 was het gebied onderdeel van de Poolse woiwodschap Tarnopol.